# باول دوبسون
باول دوبسون (بالإنجليزية: Paul Dobson)‏ هو لاعب كرة قدم بريطاني، ولد في 17 ديسمبر 1962 في إنجلترا في المملكة المتحدة. لعب مع دارلينجتون إف سى ولينكولن سيتي أف سي ونادي توركي يونايتد ونادي دونكاستر روفرز ونادي سكاربورو ونادي هارتلبول يونايتد ونادي هاليفاكس تاون ونادي هيرفورد.